# Peritropha oligodrachma
Peritropha oligodrachma är en fjärilsart som beskrevs av Diakonoff 1954. Peritropha oligodrachma ingår i släktet Peritropha och familjen plattmalar. Inga underarter finns listade i Catalogue of Life.